# Neumarkt-Sankt Veit
Neumarkt-Sankt Veit é uma cidade da Alemanha, localizada no distrito de Mühldorf, no estado de Baviera.